# Noa Cohen
Pour les articles homonymes, voir Cohen.
Noa Cohen (en hébreu : נֹועָה כֹּהֵן), née le 3 août 2002 à Hod Hasharon (district centre), en Israël, est une actrice et mannequin israélienne connue pour son interprétation de la Vierge Marie dans le film biblique épique Marie, sorti en 2024.

## Jeunesse et vie personnelle
Noa Cohen est élevée dans une famille juive israélienne. Sa mère est issue d'une famille juive séfarade marocaine, tandis que son père est issu d'une famille juive ashkénaze d'origine autrichienne,.
Elle s'est associée à Starting Over Sanctuary, une organisation israélienne à but non lucratif axée sur les animaux de compagnie et la sécurité animale.

## Carrière

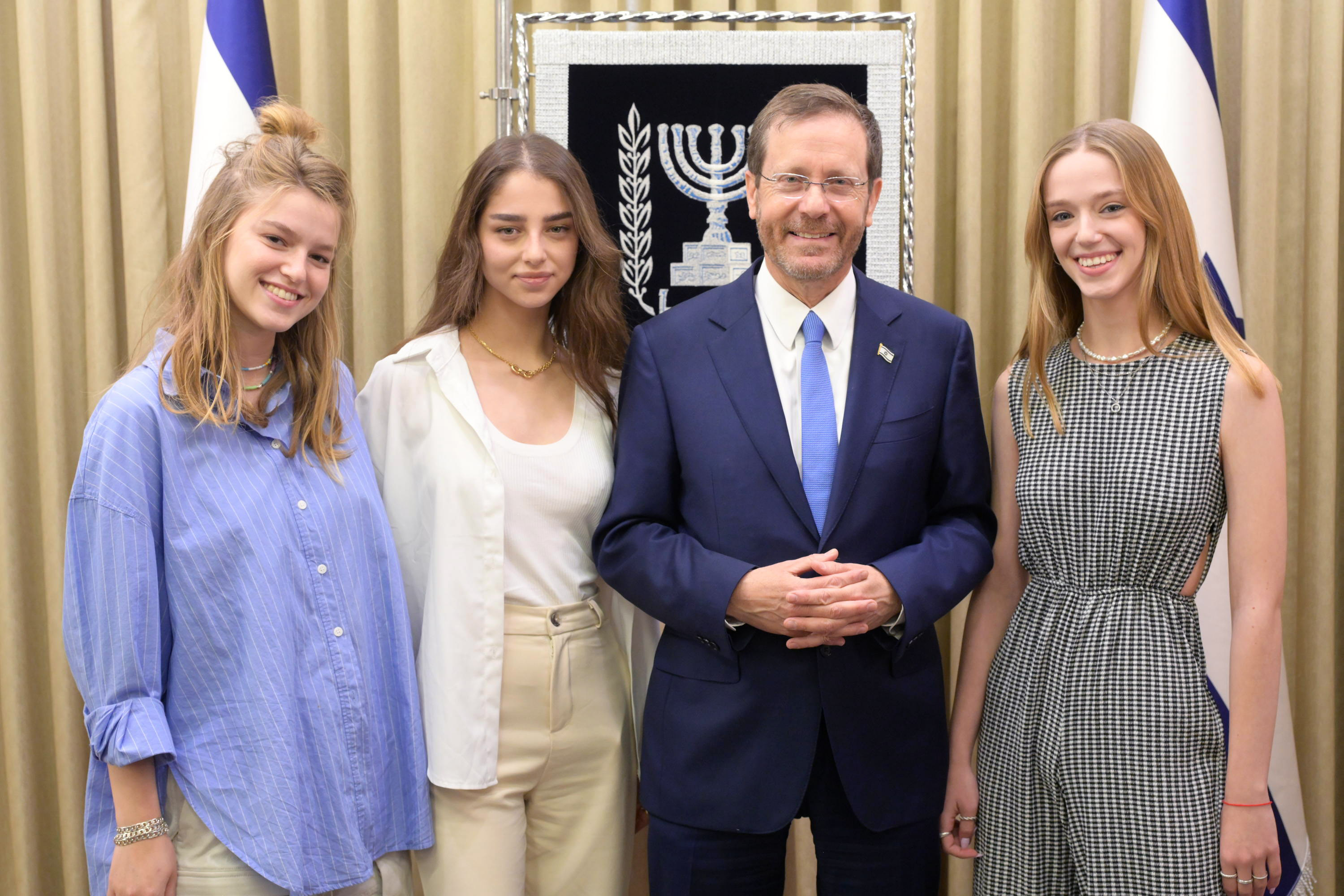
De gauche à droite : Naya Bienstock, Noa Cohen, le président d'Israël Isaac Herzog et Ravid Ronen en 2022.

Noa Cohen est mannequin pour diverses marques de mode et de cosmétiques, telles que Veet, Jennyunique, la marque de sweats à capuche Bar Refaeli, Smashbox Cosmetics (par Estée Lauder), Essence Cosmetics, BananHot,.
Elle commence sa carrière dans les médias en travaillant pour Channel 13 (en) de Reshet. Elle commence à jouer professionnellement en 2018, décrochant son premier rôle à la télévision dans la sitcom My Sister Skiped A Grade. Elle joue ensuite dans diverses émissions de télévision israéliennes, notamment My Nephew From Hell (2021), Infinity (2022) et 8200 (2024). En 2022, elle fait ses débuts au cinéma dans le thriller d'espionnage Silent Game.
En 2024, Noa Cohen est choisie pour incarner la Vierge Marie dans le film biblique chrétien épique de D. J. Caruso, Marie, aux côtés d'Ido Tako et d'Anthony Hopkins. Son casting, en tant que femme juive israélienne, est critiqué sur les réseaux sociaux, certains critiques affirmant que le rôle aurait dû être attribué à une actrice arabe palestinienne,. Caruso a déclaré : « Il était important pour nous que Marie, ainsi que la plupart de nos acteurs principaux, soient sélectionnés en Israël pour garantir l'authenticité ».

## Filmographie partielle

### Au cinéma
| Année | Titre       | Rôle              | Remarques |
| ----- | ----------- | ----------------- | --------- |
| 2022  | Silent Game | Shiryn            |           |
| 2024  | Marie       | Marie de Nazareth |           |

### Télévision
| Année | Titre                          | Rôle           | Remarques  |
| ----- | ------------------------------ | -------------- | ---------- |
| 2018  | My Sister Skipped A Grade (he) |                | 2 épisodes |
| 2021  | My Nephew From Hell (he)       | Neta Abecassis |            |
| 2022  | Infinity (he)                  | Gili           | 5 épisodes |
| 2024  | 8200                           |                | 8 épisodes |

## Récompenses et distinctions
- (en) Noa Cohen: Awards, sur l'Internet Movie Database